# Zápachová uzávěrka
Zápachová uzávěrka (též pachová uzávěrka či sifon) zabraňuje stokovému vzduchu proniknutí přes zařizovací předmět do místnosti, a proto se všechny odpady opatřují zápachovou uzávěrkou. Ty jsou tvořeny sloupcem vody (5–8 cm), který zabraňuje pronikání zápachu. Zařízení pracuje na principu spojených nádob.

## Rozdělení zápachových uzávěrek

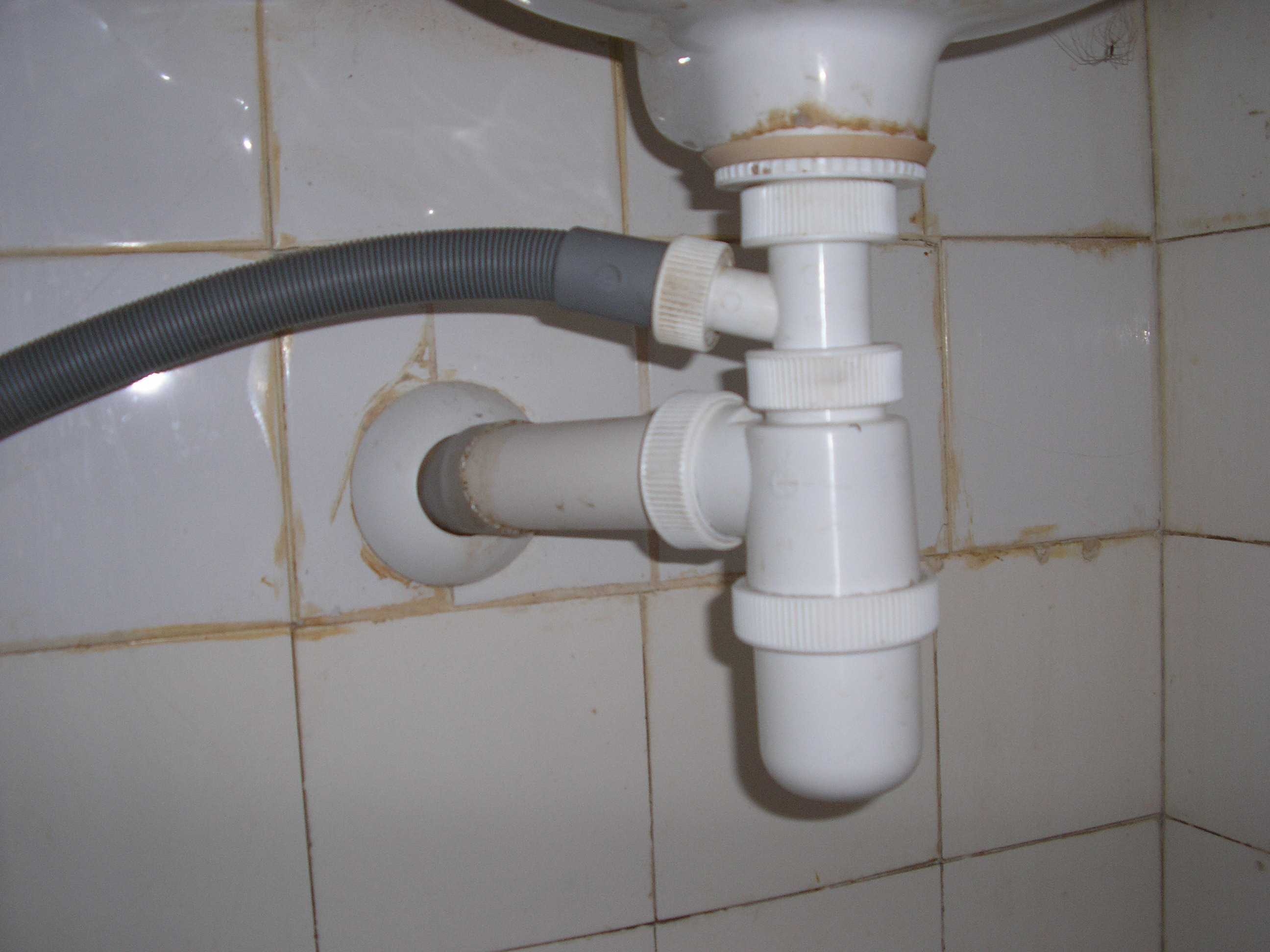
Zápachová uzávěrka pod umyvadlem s napojeným odtokem z pračky

- zápachové uzávěrky integrované do zařizovacího předmětu – vznikají vhodným vytvarováním odtoku zařizovacího předmětu. Uplatňují se především u velkých zařizovacích předmětu (například záchod či výlevka)
- zápachové uzávěrky k montáži za zařizovací předmět – montují se ihned za odtokový otvor zařizovacího předmětu. Tvarem jsou většinou přizpůsobeny pro určitý zařizovací předmět (zápachové uzávěrky umyvadlové, dřezové, vanové atd.). Podle konstrukce se rozdělují na tvar válcový a plochý.
- zápachové uzávěrky trubní – jedná se o sestavené tvarovky, které vhodným vytvarováním vytvářejí potřebný vodní sloupec. Lze je podle konstrukce dělit na typ S a typ U.